# Uncle Tobys Hardcourts 2003
Uncle Tobys Hardcourts 2003 — тенісний турнір, що проходив на відкритих кортах з твердим покриттям у Голд-Кост (Австралія). Належав до турнірів 3-ї категорії в рамках Туру WTA 2003. Відбувсь усьоме і тривав з 29 грудня 2002 до 4 січня 2003 року.

## Фінальна частина

### Одиночний розряд
Наталі Деші —  Марі-Гаяне Мікаелян, 6–3, 3–6, 6–3

### Парний розряд
Світлана Кузнецова /  Мартіна Навратілова —  Наталі Деші /  Емілі Луа, 6–4, 6–4